# Radek Drulák (labdarúgó, 1962)
Radek Drulák (Olomouc, 1962. január 12.) cseh labdarúgócsatár. A cseh labdarúgó-válogatottal 16 meccsen vett részt, ezeken 6 gólt szerzett. Részt vett az 1996-os labdarúgó-Európa-bajnokságon, ahol ezüstérmet nyert.

## Pályafutása
Drulák csatárként az 1994–95-ös és az 1995–96-os szezonban a gólkirálya lett a cseh Gambrinus ligának 15, illetőleg 22 gólt szerezve. 1990 decembere és 1994 júniusa közt külföldön varázsolt: német klubcsapatokban játszott. Ezalatt az időszak alatt a Bundesliga 2 gólkirálya lett, mialatt a VfB Oldenburg játékosa volt. 1995-ben elnyerte az "Év cseh labdarúgója" díjat. 1996-ban elnyerte a "Liga személyisége" díjat az Év cseh labdarúgója gálán.